# Fritz Berthold Neuhaus
Fritz Berthold Neuhaus, auch Fritz Neuhaus der Jüngere (* 18. Oktober 1882 in Düsseldorf; † 1956), war ein deutscher Maler.

## Leben
Neuhaus war ein Sohn des Düsseldorfer Genre- und Historienmalers Fritz Neuhaus. Sein älterer Bruder war der Bildhauer Carl Neuhaus.
Neuhaus studierte Malerei an der Kunstakademie Düsseldorf sowie an der Großherzoglich Badischen Kunstschule Karlsruhe, ab 1903 ferner bei Heinrich von Zügel an der Königlichen Akademie der Bildenden Künste München sowie in Wörth am Rhein. Mit dem Gemälde Pelikane war er 1905 auf der IX. internationalen Kunstausstellung im Münchner Glaspalast vertreten. 1911 bereiste er das Ägäische Meer, 1925 weilte er auf den Liparischen Inseln. Er etablierte sich als Tier- und Landschaftsmaler und ließ sich in Hamborn nieder.